# Ženský pochod na Versailles

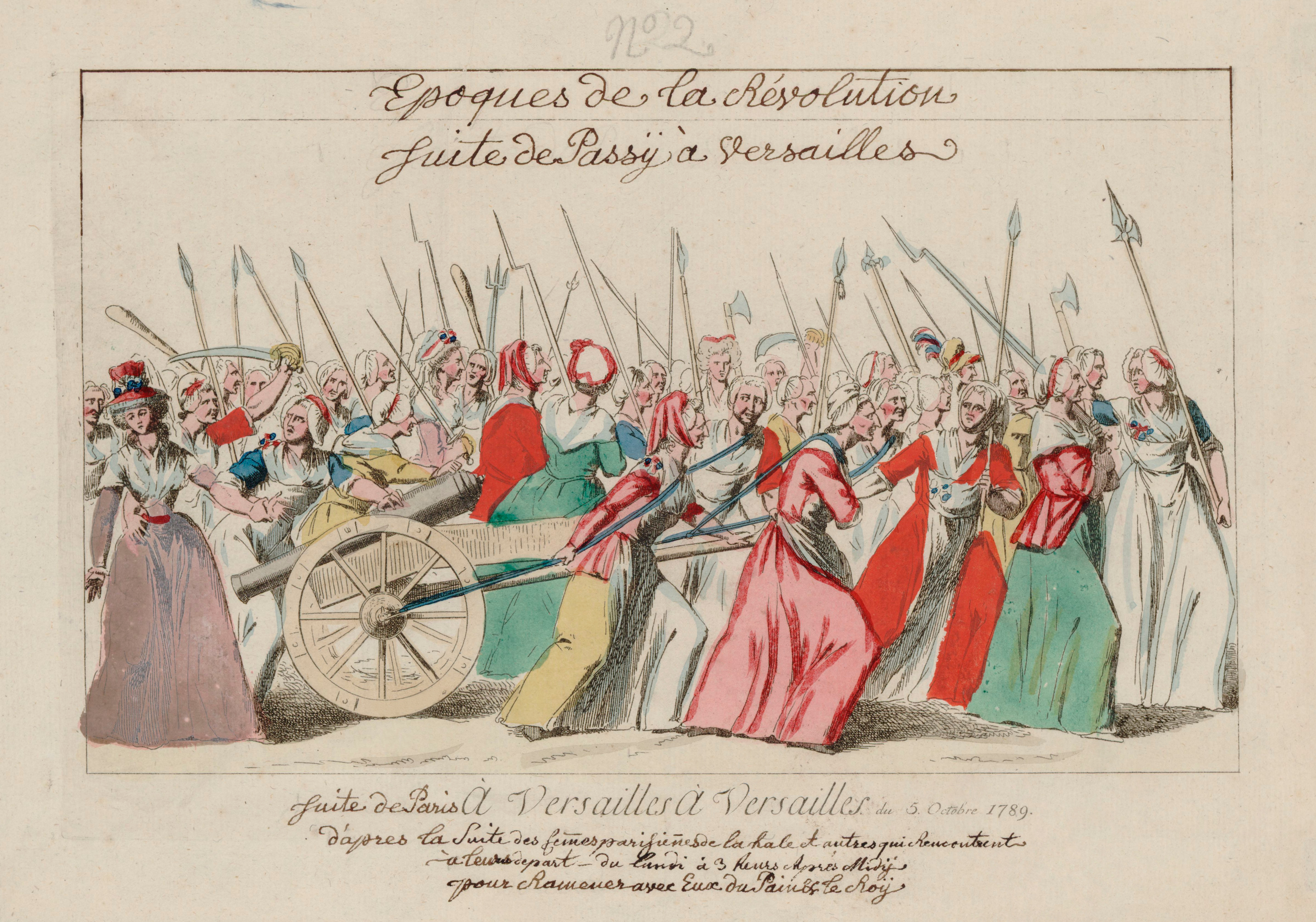
Soudobá ilustrace ženského pochodu na Versailles 5. října 1789

Ženský pochod na Versailles, známý též jako Říjnový pochod či Pochod na Versailles, byl jednou z prvních a nejdůležitějších událostí počátku Velké francouzské revoluce.
Pochod se zrodil mezi ženami na pařížských tržištích, které v ranních hodinách 5. října 1789 začaly protestovat a bouřit se proti vysokým cenám a nedostatku chleba. Jejich protesty svým způsobem souzněly se snahami revolucionářů, kteří usilovali o liberální politické reformy a konstituční monarchii pro Francii. Z těchto žen a jejich rozličných spojenců se vytvořilo tisícihlavé srocení. Dav podněcovaný bojovně smýšlejícími agitátory vyplenil městskou zbrojnici a vydal se k zámku ve Versailles. Rozvášněný dav oblehl palác a násilím si vynutil přednesení svých požadavků králi Ludvíku XVI. Příštího dne donutil dav krále, jeho rodinu a většinu členů francouzského Ústavodárného národního shromáždění, aby se s ním vrátili do Paříže.
Tyto události ukončily královu nezávislost a naznačily změnu poměru sil a reformy, jež čekaly Francii. Pochod symbolizoval novou rovnováhu sil, která nahradila starobylé výsady francouzské šlechty a upřednostnila takzvaný třetí stav, tedy všechny poddané, měšťany i sedláky, kteří nesli hlavní tíhu daňového systému a vyživovali dva první stavy a královský dvůr. Tím, že svedl dohromady množství lidí z různých skupin usilujících o změny ve Francii, se pochod stal určujícím podnětem vzniku Velké francouzské revoluce.

## Pozadí

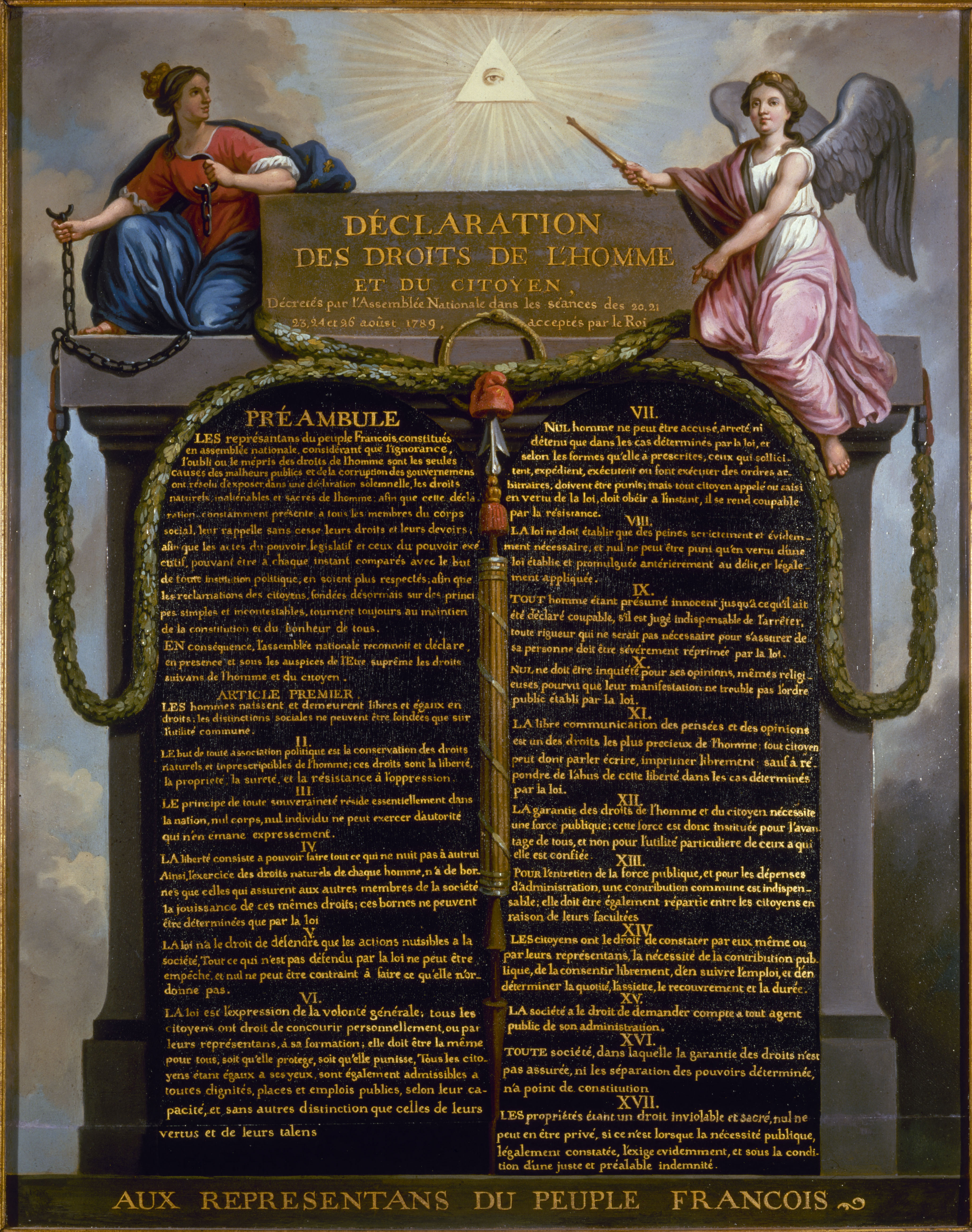
Revoluční dekrety schválené Ústavodárným národním shromážděním v srpnu 1789 vyvrcholily Deklarací práv člověka a občana.

Hlavní příčinou hladomoru, který vedl k takzvané moučné válce neboli sérii vzpour v severní, východní a západní části Francouzského království v dubnu až květnu 1775, bylo uvolnění cen na trhu s obilím, jež následovalo po neúrodě předchozích let a které roku 1774 zavedl králův ministr financí Anne Robert Jacques Turgot. Koncem starého režimu se strach z hladomoru stal stálou hrozbou pro nižší vrstvu třetího stavu. Podporovala ho navíc rozšířená konspirační teorie o takzvané "Dohodě o hladomoru", která měla mít za cíl vyhladovění chudých. Pouhá šeptanda o nedostatku potravin vedla v dubnu 1789 ke vzbouření dělníků Réveillonovy továrny na tapety v Paříži. Pověsti o spiknutí, jehož cílem je zničit úrodu pšenice a způsobit hladomor vedly v létě 1789 k událostem označovaným jako Velký strach.
Počátkem října 1789 francouzské revoluční desetiletí (1789–1799) teprve začínalo a sklon revoluce k násilí ještě plně nevešel v obecné povědomí. Dobytí Bastily se odehrálo teprve před třemi měsíci. Nově poznaný pocit moci naplnil řadové občany – zejména v přelidněné Paříži – dosud neznámou touhou podílet se na politice a vládě. Ty nejchudší z nich téměř vždy zajímaly jen záležitosti týkající se potravy. Většina pracujících totiž spotřebovala víc než polovinu svého výdělku na jídlo. V pobastilském období se museli lidé každodenně potýkat s inflací a vážnými nedostatky v zásobování. Také místní výbuchy násilí na tržištích se staly běžnou záležitostí.
Královský dvůr a poslanci Ústavodárného národního shromáždění mezitím v pohodlí královského města Versailles rozvažovali o závažných změnách ve francouzském politickém systému. Reformním poslancům se v týdnech po pádu Bastily podařilo prosadit radikální zákony včetně revolučních Srpnových dekretů, jež formálně zrušily většinu stavovských výsad, a Deklarace práv člověka a občana. Teď se jejich pozornost zaměřila k vytvoření stálé ústavy. Monarchisté a konzervativci zprvu nedokázali vzdorovat tlaku reformistů, ale kolem září se jejich postavení začalo pomalu zlepšovat. Při jednáních o ústavě se jim podařilo uhájit právo veta pro krále. Mnozí reformisté tím byli nepříjemně překvapeni a další jednání pak ochromily rozpory.
Tiché Versailles, sídlo královské moci, bylo pro reformisty tíživým prostředím. Jejich pevností byla Paříž, rušné hlavní město rozkládající se necelých 21 km odtud směrem na severovýchod. Reformní poslanci si byli dobře vědomi, že čtyři stovky monarchistických poslanců usilují o to, aby se Ústavodárné shromáždění přemístilo do vzdáleného roajalistického města Tours, kde panovalo pro snahy reformistů ještě nepříznivější klima než ve Versailles. Mnozí reformisté se obávali, že král, jemuž dodávala odvahu vzrůstající přítomnost královských jednotek, může jednoduše rozpustit Ústavodárné shromáždění nebo alespoň nedodržet Srpnové dekrety. Král o tom opravdu uvažoval, a když 18. září vydal prohlášení, v němž schválil pouze část dekretů, poslance to pobouřilo. A když král 4. října prohlásil, že má výhrady k Deklaraci práv člověka a občana, poslance to rozzuřilo.

### První plány
Navzdory porevolučním mýtům nebyl pochod na Versailles spontánní akcí. Ve Versailles se již předtím ozývaly četné hlasy volající po masové demonstraci. Jeden z oblíbených řečníků v Palais Royal, markýz ze Saint-Huruge, volal po takovém pochodu již v srpnu, aby byli násilně vyhnáni obstrukčničtí poslanci, kteří, jak prohlásil, hájí královo právo veta. Ačkoli byla jeho snaha zmařena, revolucionáři se myšlenky pochodu na Versailles, aby krále donutili přijmout zákony vyhlášené Ústavodárným shromážděním, nevzdávali.  Řečníci v Palais Royal se o ní během příštího měsíce pravidelně zmiňovali, čímž vzbudili dlouhodobé podezření majitele paláce, vévody Ludvíka Filipa II. Orleánského. Představa pochodu na Versailles byla natolik rozšířená, že o ní 5. září dokonce psaly noviny Mercure de France. Ve vzduchu byl cítit výhružný neklid, a mnozí šlechtici a cizinci před tou dusnou atmosférou prchali.

### Královský banket
Po vzpouře vojáků elitního regimentu francouzské královské gardy jen několik hodin před pádem Bastily byly k okamžité obraně paláce ve Versailles po ruce pouze šlechtická osobní garda a švýcarská garda. V obou případech šlo o nepočetné jednotky určené především pro slavnostní účely, kterým chyběl výcvik potřebný pro účinnou obranu královské rodiny a vlády. Koncem září proto nařídil králův ministr války hrabě de Saint-Priest v rámci bezpečnostního opatření pěšímu vlámskému regimentu, aby se přesunul do Versailles.
Důstojníci zmíněných gard uspořádali ve Versailles 1. října banket pro důstojníky vlámského regimentu, což byla běžná praxe, kdykoli jednotka změnila posádku. Královská rodina se této oslavy krátce zúčastnila, když prošla mezi prostřenými stoly připravenými v budově palácového operního divadla. Jak se noc krátila, zněly přípitky vojáků a přísahy věrnosti králi venku na hlavním nádvoří stále odhodlaněji.
Okázalý banket byl dozajista veřejnou urážkou těch, kdo v dobách přísného uskrovňování nejvíc trpěli, ale buřičské noviny jako L'Ami du peuple (Přítel lidu) ho popisovaly jako orgii obžerství. A co víc, všechny noviny se obšírně zabývaly údajným znesvěcením francouzské vlajky, když prý opilí důstojníci dupali po modro-bílo-červené kokardě v barvách francouzské trikolóry a vykřikovali přitom, že jsou věrní pouze bílé bourbonské kokardě, tedy králi. Toto silně přikrášlené vyprávění o královském banketu se stalo zdrojem značného veřejného pobouření.

## Počátek pochodu

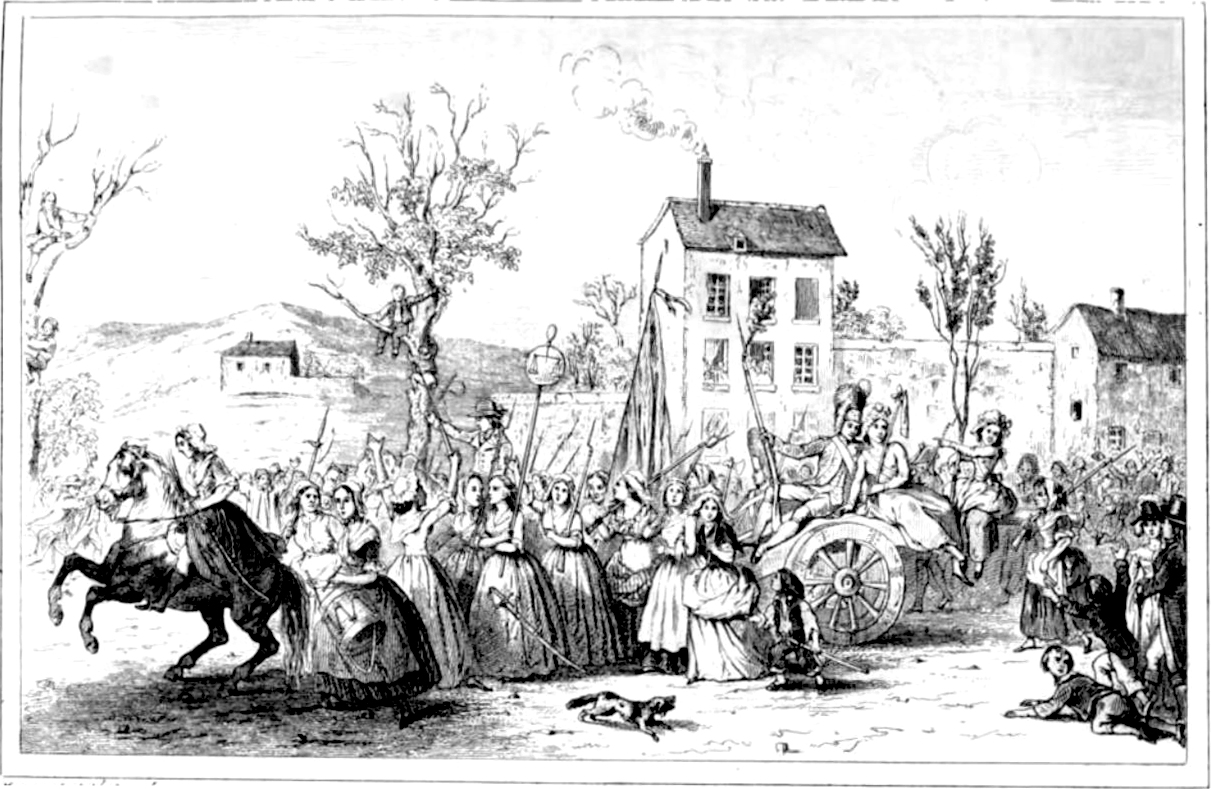
Pochodující ženy pozdravované přihlížejícími (ilustrace asi z roku 1842)

Ráno 5. října začala jedna žena ze skupiny naštvaných trhovkyň na tržišti ve východní Paříži, které rozhněvaly neustálý nedostatek potravin a nehorázná drahota chleba, bubnovat na pochodový buben. Z tržiště na pařížském předměstí, tehdy známém jako Faubourg Saint-Antoine, se naštvané ženy vydaly k blízkému kostelu, kde přinutily tamějšího zvoníka, aby rozezněl kostelní zvony. Počet žen neustále narůstal, načež se neklidný dav vydal znovu na pochod. Cestou se k němu přidávaly další ženy z okolních tržišť, mnohé z nich vyzbrojené kuchyňskými noži a dalšími improvizovanými zbraněmi. To vše provázelo poplašné zvonění z věží několika předměstských kostelů. Dav podněcovaný různými agitátory posléze dorazil k budově pařížské radnice, kde požadoval nejen potraviny, ale i zbraně z městské zbrojnice umístěné v budově radnice. V té době ho již tvořilo něco mezi šesti až sedmi tisíci žen i mužů, možná dokonce až 10 000 lidí.
Jedním z přítomných mužů byl odvážný Stanislas-Marie Maillard, který se jako příslušník Národní gardy zúčastnil již útoku na Bastilu. Mezi trhovkyněmi byl populární, proto jej mnohé uznávaly za vůdce. Maillard chytil jiný buben a vykřikl: „Na Versailles!“ Přestože to byl sotva člověk beránčí povahy, napomohl silou své osobnosti utlumit ty nejhorší a nejdivočejší nálady davu. Zachránil například život správci radnice Pierre-Louisovi Lefebvre-Larocheovi, duchovnímu známému jako „abbé Lefebvre“, jehož dav hodlal pověsit na kandelábr za to, že mu chtěl zabránit, aby se zmocnil zásob střelného prachu, které zde byly uloženy. Pařížská radnice byla sice vydrancována, jak se jí prohnal dav, jehož příslušníci sebrali veškeré zásoby a zbraně, ale Maillard pomohl přesvědčit zdivočelý dav, aby nevypálil budovu radnice. Poté co se příslušníci davu ozbrojili zbraněmi, jichž se zmocnili v městské zbrojnici, podařilo se Maillardovi v pravý čas obrátit jejich pozornost k Versailles. Dav tedy opět vyrazil do ulic. Maillard určil některé ženy jako vedoucí skupin a dal tak pochodu z města jakés takés zdání řádu.
Mezitím se na Place de Grève začaly shromažďovat stovky příslušníků Národní gardy, kteří se dozvěděli o nepokojích. Jejich vrchní velitel markýz de La Fayette ke své značné nelibosti zjistil, že většina gardistů sympatizuje s účastníky pochodu a že je agitátoři přesvědčují, aby se s nimi spojili. Přestože patřil k největším francouzským válečným hrdinům, ani on nedokázal své jednotky přesvědčit. Začala hrozit hromadná dezerce gardistů. Členové Pařížské komuny, která řídila město, proto markýzovi poradili, že než je nechat, aby se jako další anarchistické uskupení přidali k rozvášněnému davu, měl by je šikovně vést a usměrňovat. Měl rovněž požádat krále, aby se dobrovolně vrátil do Paříže, což by uklidnilo rozjitřené obyvatelstvo města. La Fayette vyslal rychlého posla s varováním do Versailles a přemýšlel o hrozbě vzpoury gardistů. Byl si dobře vědom, že mnozí z nich veřejně slíbili, že ho zabijí, pokud je nepovede nebo jim bude stát v cestě. Ve čtyři hodiny odpoledne vyrazilo do Versailles 15 000 gardistů s dalšími několika tisíci pozdě dorazivších civilistů. Markýz se váhavě ujal svého místa v čele pochodového útvaru v naději, že se mu podaří ochránit krále a veřejný pořádek.

## Cíle
Původním podnětem k pochodu byly hlad a zoufalství žen z tržiště, ale co začalo jako shánění chleba, si záhy počalo klást mnohem náročnější cíl. Pařížská radnice sice protestujícím otevřela svoje početná skladiště, ale dav to neuspokojilo, lidé nechtěli jen jedno jídlo, ale záruku, že chleba bude opět dostatek a že bude levný. Strach z hladomoru totiž pro nižší vrstvu třetího stavu znamenal skutečnou, všudypřítomnou a ustavičnou hrozbu a lidé věřili šeptandě o takzvaném „aristokratickém spiknutí“ či „dohodě o hladomoru“, jehož cílem mělo být vyhladovění chudiny. K tomu přistupovala všeobecná nespokojenost se zpátečnickými postoji, jež vládly v dvorských kruzích, která se mezi lidmi šířila, ještě předtím, než se neblaze proslulý banket ve Versailles stal onou pověstnou poslední kapkou, jíž přetekl pohár jejich trpělivosti. Političtí aktivisté šířili v davu názor, že by král měl rozpustit svoji osobní gardu a nahradit ji vlasteneckými příslušníky Národní gardy. Tato myšlenka našla značnou odezvu mezi La Fayettovými gardisty.
S těmito dvěma obecnými cíli splýval ještě třetí cíl – revolucionářská představa, že se král se svým dvorem a rovněž Ústavodárné shromáždění musí přesunout do Paříže, aby žili mezi lidmi. Jedině tak budou cizí vojáci vyhnáni, jídlo bude spolehlivě dostupné a Francie bude mít vedení, jež bude „zajedno s vlastním lidem“. Tato myšlenka se zamlouvala všem skupinám, které tvořily dav. Dokonce i ti, kdo s nevinnou bezelstností podporovali monarchii (a mezi ženami jich bylo mnoho), považovali nápad přivést domů „tatíčka“ za dobrý a uklidňující plán. Pro revolucionáře znamenalo zachování jejich nedávno schválených zákonů a sepsání a přijetí ústavy zcela zásadní věc. A králův nucený pobyt v reformistické Paříži by znamenal ten nejlepší předpoklad pro úspěch revoluce.

## Obklíčení paláce

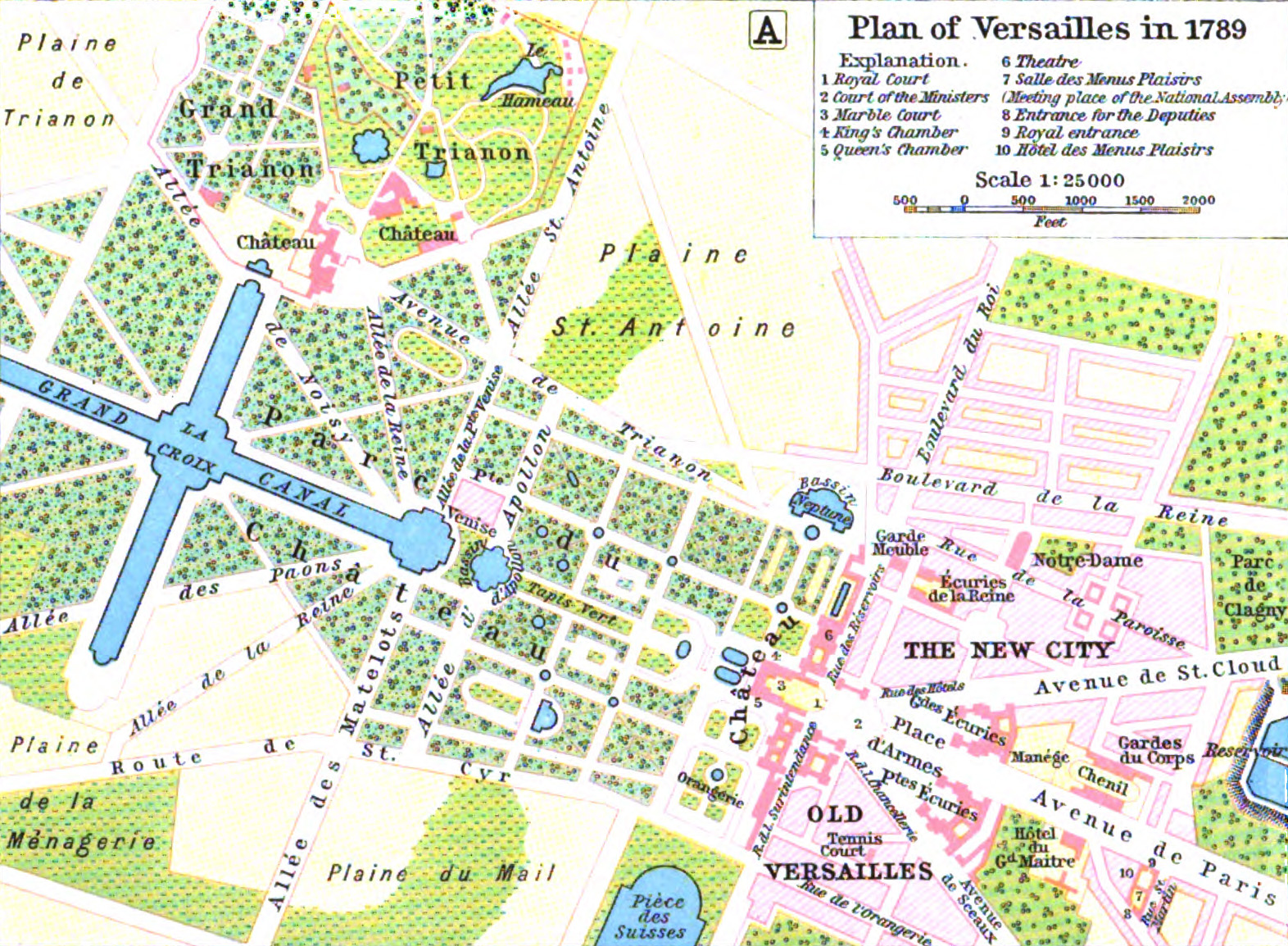
Mapa města Versailles v roce 1789

Ozbrojenému davu trvala cesta z Paříže do Versailles asi 6 hodin. Kromě improvizovaných zbraní byl vyzbrojen mušketami a několika kanóny ukořistěnými v radniční zbrojnici. Rozkurážené účastnice pochodu cestou z Paříže verbovaly (nebo poněkud neurvale rovnou odváděly) další jedince. Svým útočným, dvojsmyslným slangem trhovců se ženy nadšeně bavily o tom, jak přivést krále zpět domů. O královně Marii Antoinettě však hovořily s mnohem menší laskavostí. Ozývaly se dokonce mnohé hlasy, které žádaly její popravu.

### Obsazení Ústavodárného shromáždění
Poté co dav v podzimním dešti konečně dorazil do Versailles, spojil se s další skupinou nespokojenců z nejbližšího okolí. Poslanci Ústavodárného shromáždění pochodující přivítali a pozvali Maillarda do jednacího sálu, kde plamenně pohovořil o tom, jak lidé potřebují chléb, a hřímal proti vlámskému regimentu. Během jeho projevu se neklidní Pařížané počali trousit dovnitř a znaveně se usazovali v poslaneckých lavicích. Hladoví, vyčerpaní a zmáčení deštěm, jako by potvrzovali, že jediným důvodem probíhajícího obklíčení je požadavek řešení nedostatku potravin. Nikým nechránění poslanci neměli jinou možnost, pokud se chtěli vyhnout přímé konfrontaci, než přijmout účastníky pochodu, kteří překřikovali většinu řečníků a dožadovali se, aby promluvil oblíbený reformistický poslanec Mirabeau. Velký řečník tento požadavek odmítl jako demagogii, nicméně vmísil se přátelsky mezi trhovkyně, jedna z nich mu dokonce nějakou dobu seděla na koleně. Několik dalších poslanců účastnice pochodu vřele přivítalo. Byl mezi nimi i Maximilien Robespierre, který v té době patřil v politice ještě mezi poměrně neznámé osobnosti. Robespierre se rozhodně postavil na stranu žen a jejich neutěšené situace a jeho podpora se u nich setkala s uznalým ohlasem. Jeho naléhavé prosby velmi napomohly zmírnit nepřátelství davu vůči Ústavodárnému shromáždění.

### Deputace ke králi
Předseda Ústavodárného shromáždění Jean Joseph Mounier, který neměl mnoho možností na výběr, doprovodil delegaci trhovkyň do paláce ke králi Ludvíku XVI. Skupinu šesti žen, které si ze svého středu zvolil dav, doprovodili do královských komnat, kde mohly panovníkovi povědět o strádání davu. Král reagoval s pochopením a soucitem a použil veškerý svůj šarm, jímž okouzlil přítomné ženy do té míry, že jedna z nich mu omdlela u nohou. Po tomto krátkém, avšak příjemném setkání nechal Ludvík XVI. vydat z královských zásob nějaké potraviny a přislíbil další. Část účastnic pochodu tak nabyla přesvědčení, že uspokojivě dosáhly svého cíle. Jak se na Versailles opět spustil prudký déšť, vydal se Maillard s menší skupinou trhovkyň vítězoslavně na zpáteční pochod do Paříže.
Většinu davu to však neupokojilo, a proto setrvala ve Versailles. Lidé se rojili kolem areálu paláce a od úst k ústům se šířila šeptanda, že se delegátky vyslané ke králi nechaly ošálit. Královna bude na krále určitě tlačit, aby nedodržel sliby, které delegaci dal. Ludvík XVI. si byl dobře vědom, jak nebezpečná je situace, v níž se všichni octli, a proto se radil se svými poradci. Asi kolem šesté večer se odhodlal k opožděnému kroku, jímž chtěl zabránit narůstajícím náznakům vzpoury, a vyhlásil, že bez jakýchkoli výhrad přijme revoluční Srpnové dekrety a Deklaraci práv člověka a občana. K obraně paláce nebyly učiněny žádné odpovídající přípravy. Převážná část ozbrojených gardistů, kteří na hlavním nádvoří paláce po několik hodin čelili nepřátelskému davu, však byla stažena na vzdálený konec versailleského parku. Slovy jednoho z důstojníků: „Všechny už přemáhal spánek a otupělost. Mysleli jsme, že už je po všem.“ V paláci tak zůstalo rozmístěno jen obvyklých 60 mužů šlechtické osobní gardy, kteří drželi noční hlídku.
Pozdě večer dorazily do Versailles oddíly La Fayettovy Národní gardy. Markýz gardisty okamžitě opustil a spěchal ke králi, aby mu pompézně oznámil: „Přišel jsem zemřít u Vašich nohou, Veličenstvo!“ Venku se zatím pařížští gardisté promíchali s účastnicemi pochodu a obě skupiny se navzájem oťukávaly. Řada žen s výmluvnou výřečností odsuzovala La Fayetta jako zrádce a stěžovala si na jeho nechuť opustit Paříž a na pomalé tempo pochodu, které svým jednotkám nařídil. S prvním ranním rozbřeskem již bylo jasné, že gardisté a ženy spolu uzavřeli spojenectví a že se davu opět vrátila jeho ráznost a trhovecká hlučnost.

### Útok na palác

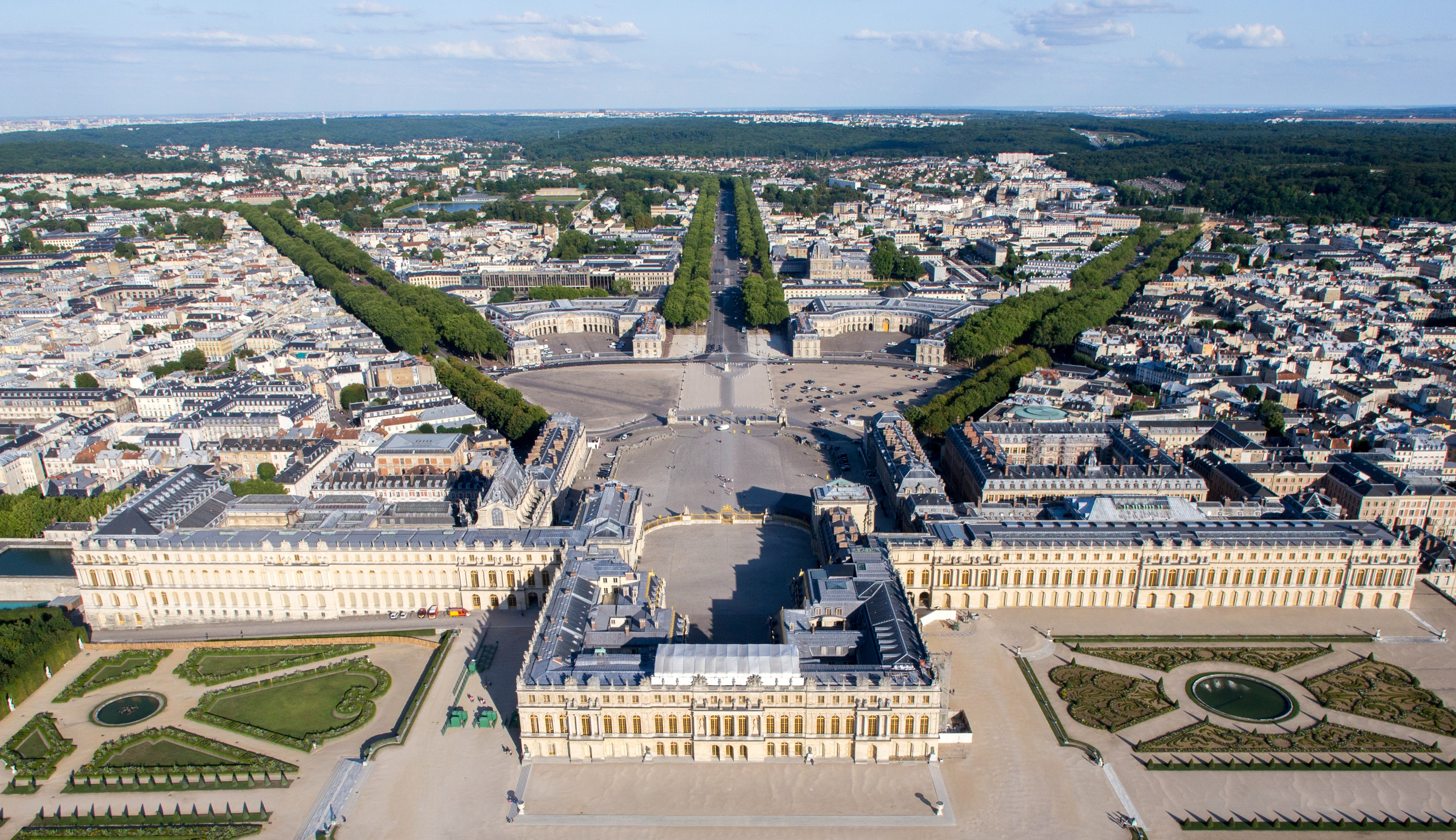
Letecký pohled na palác ve Versailles

Kolem šesté hodiny ranní objevili někteří z účastníků pochodu malou branku do paláce, kterou nikdo nehlídal. Vnikli tudy dovnitř a začali hledat královninu ložnici. Členové královské osobní gardy jim vyrazili vstříc, zavírali dveře na závory a stavěli v chodbách zátarasy. Gardisté střežící ohrožený úsek hlavního nádvoří stříleli na vetřelce ze svých pušek a zabili přitom jednoho mladíka. Rozzuření útočníci prorazili zátarasy a nahrnuli se dovnitř.
Dva členové královské gardy, Miomandre a Tardivet du Repaire, se každý zvlášť pokusili davu čelit, ale útočníci je přemohli.  Rozdivočelí útočníci odřízli Tardivetovi hlavu a nesli ji nabodenou na píku. Jak se chodbami rozléhalo třískání a řev davu, běžela královna se svými dámami bosky do královy ložnice a strávila několik trýznivých minut zoufalým bušením na zamřené dveře. V ohlušujícím lomozu, který působili rozvášnění útočníci, totiž nebylo jejich bušení slyšet. Doslova na poslední chvíli se jim podařilo uniknout spárům krvelačného davu.
Zmatek a vřava pokračovaly dál, jak útočníci nacházeli další gardisty a tloukli je. Nejméně jeden další člen královské gardy při tom přišel o život a i jeho hlava byla nabodena na píku. Konečně se zuřivost útočníků natolik uklidnila, že mohlo dojít k určité komunikaci mezi příslušníky bývalé francouzské královské gardy, kteří tvořili profesionální jádro La Fayettovy Národní gardy, a členy královské osobní gardy. Obě složky spolu v minulosti spolupracovaly a jejich příslušníci se vzájemně respektovali. A odpočatý La Fayette, jemuž se podařilo urvat si pro sebe pár hodin spánku, toho patřičně využil. K úlevě královy ochranky příslušníky obou táborů smířilo jeho charismatické prostřednictví a v paláci byl nastolen křehký mír.

### La Fayettova pomoc

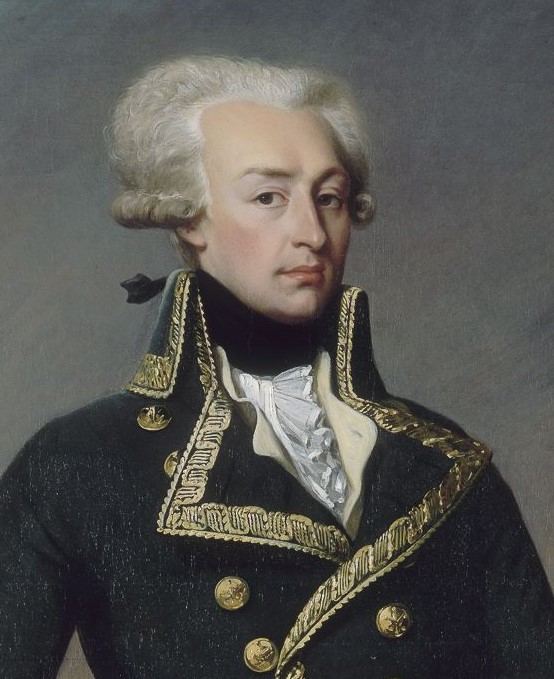
Markýz de La Fayette (1757–1834)

Přestože potyčka skončila a obě strany vyklidily vnitřek paláce, venku stále zůstával dav. Řadovým vojákům vlámského regimentu a další přítomné vojenské jednotky, Montmorencyho dragounů, se teď viditelně nechtělo zakročovat proti lidem. Zatímco hlídka královské gardy, jež měla v paláci noční službu, prokázala odvahu při ochraně královské rodiny, opustila hlavní část regimentu svoje stanoviště u Trianonu a za úsvitu se stáhla do Rambouilletu. La Fayette, který si vysloužil vděk dvora, přesvědčil krále, aby promluvil k davu. Když oba muži vyšli na balkon, z davu se nečekaně ozvalo volání: „Ať žije král!“ (Vive le Roi!). Král s úlevou krátce sdělil davu, že je ochoten vrátit se do Paříže a vyhovět tak „přání mých milých a věrných poddaných“. Dav mu začal rozjařeně provolávat slávu, a La Fayette ještě přikrmil jeho radost, když teatrálně připnul na klobouk gardisty, který stál nejblíž králi, trikolóru.

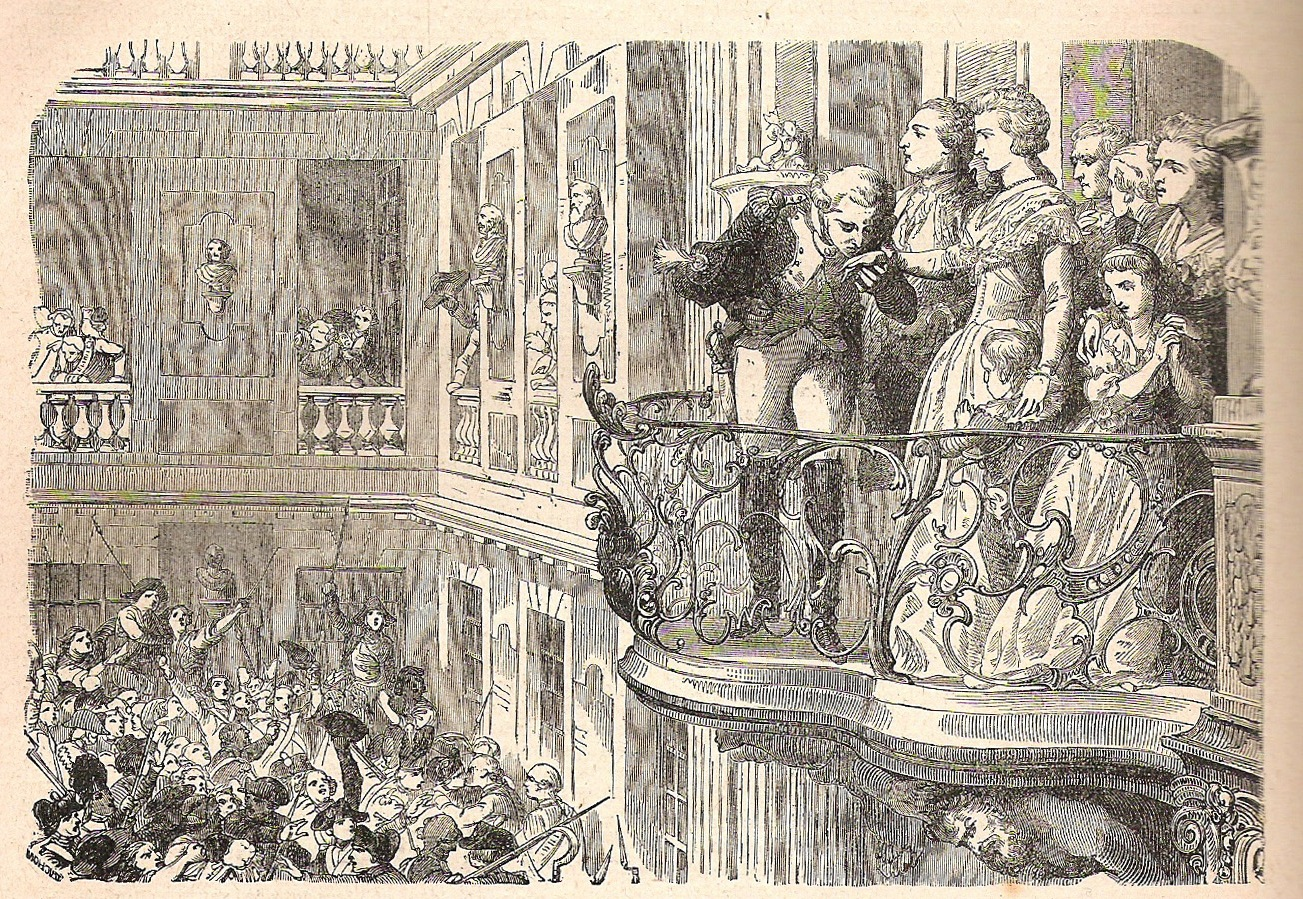
La Fayette a Marie Antoinetta na balkoně

Poté co král odešel, nechtěl se rozjásaný dav nechat připravit o stejný souhlas od královny Marie Antoinetty a začal se hlasitě dožadovat její přítomnosti. La Fayette ji přivedl spolu s jejím synem a dcerou na stejný balkon. Z davu to zlověstně zahučelo, aby byly děti odvedeny pryč. Situace vypadala hrozivě, jako by se schylovalo ke královraždě. Jak tam ale královna stála s rukama zkříženýma na prsou, získala si svou odvahou sympatie davu, jehož někteří příslušníci na ni mířili svými mušketami. La Fayette, který vycítil tento nečekaný vývoj, nechal hněv davu mazaně vyšumět, načež s perfektním načasováním uctivě poklekl a políbil královně ruku. Lidé pod balkonem na to zareagovali tichým respektem. Z hrdel mnoha z nich se dokonce ozvalo volání, jaké královna už pěkně dlouho neslyšela: „Ať žije královna!“ (Vive la Reine!).
Smířlivost vyvolaná tímto překvapivým vývojem událostí zmírnila napětí. Mnozí přihlížející však považovali balkonovou scénu jen za teatrálně okázalé gesto bez delší odezvy. Ať už to královské předvádění potěšilo dav shromážděný pod balkonem sebevíc, přesto trval na tom, aby se s ním král vrátil zpět do Paříže.

### Návrat do Paříže

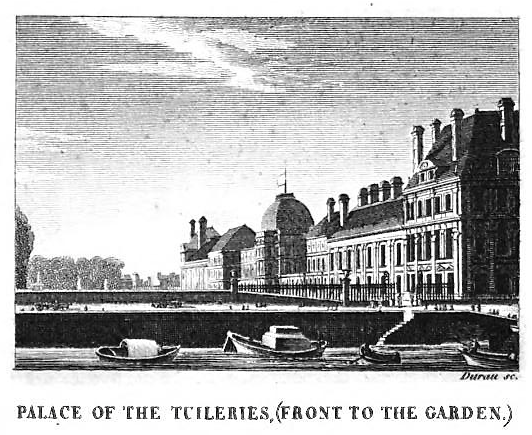
Tuilerijský palác v centru města byl pro královskou rodinu zvyklou na pohodlí Versailles tmavým a nepohodlným sídlem.

Kolem jedné hodiny odpolední 6. října 1789 doprovodil dav, jehož velikost vzrostla na dobrých 60 000 lidí, královskou rodinu a stovku poslanců zpět do hlavního města. Ozbrojená Národní garda šla tentokrát v čele. Zpáteční cesta trvala tomuto obrovskému zástupu asi 9 hodin. Průvod mohl přihlížejícím připadat veselý, protože gardisté zdvihali do výše chleby nabodnuté na bajonetech a některé trhovkyně se vesele vezly sedíce obkročmo na lafetách ukořistěných kanónů. Nicméně i když dav zpíval veselé popěvky o „dobrém tatíčkovi“, bylo třeba dobře chápat jeho násilnou mentalitu. Kolem královského kočáru létaly kule oslavných výstřelů a někteří pochodující nesli píky s nabodnutými hlavami zavražděných versailleských gardistů. Dav naplňoval pocit vítězství nad starým režimem a všude panovalo přesvědčení, že král je teď plně k službám lidu.
Nikdo to nechápal tak instinktivně jako král sám. Když dorazili do zchátralého Tuilerijského paláce, který byl od nástupu Ludvíka XVI. na trůn opuštěný, a byl dotázán, jaké má příkazy, odtušil s pro něj necharakteristickou ostýchavostí: „Ať si každý jde, kam je mu libo.“ Pak se vzdornou sžíravostí požádal, aby mu z knihovny přinesli životopis popraveného anglického krále Karla I.

## Důsledky
Zbytek poslanců Ústavodárného národního shromáždění následoval krále do nových pařížských bytů během necelých dvou týdnů. Shromáždění se záhy usídlilo v bývalé královské jízdárně nedaleko Tuilerijského paláce. Nicméně 56 promonarchistických poslanců se do Paříže nevrátilo. Věřili totiž, že v hlavním městě jsou osobně mnohem víc ohroženi. Během říjnových zasedání tak byla monarchistická frakce v Ústavodárném shromáždění značně oslabena o hlasy chybějících poslanců. Mnozí z nich se buď stáhli z politické scény, nebo dokonce opustili Francii.
Naopak Robespierrova vášnivá obhajoba pochodu podstatně zvýšila v očích veřejnosti jeho důvěryhodnost. Mezi trhovkyněmi si získal pověst neohroženého příznivce a ochránce chudých. Později se stal díky svému jednání během obsazení Ústavodárného shromáždění vůdčí postavou Francouzské revoluce.
La Fayette, ačkoli byl zpočátku nadšeně oslavován, zjistil, že se příliš svázal s králem. Jak se revoluce vyvíjela, byl jejím radikálním vedením dohnán k emigraci. Stanislas-Marie Maillard se vrátil do Paříže v postavení hrdiny. Zúčastnil se několika pozdějších akcí, ale v roce 1794 těžce onemocněl a zemřel ve věku 31 let. Pro pařížské ženy se pochod stal zdrojem zbožnění v revoluční hagiografii. „Matky národa“, jak se jim začalo říkat, byly po svém návratu do Paříže velebeny a všechna další vedení městské správy je uznávala a snažila se o jejich podporu.
Král Ludvík XVI. byl v Paříži oficiálně přivítán na zdvořilé oslavě, kterou uspořádal starosta města Jean Sylvain Bailly. Mnozí považovali jeho návrat za významný mezník revoluce (dokonce i na jejím konci). Optimističtí pozorovatelé, jakým byl například Camille Desmoulins, prohlašovali, že Francie se teď ocitla na prahu nového zlatého věku, s obrozeným občanstvem a všelidovou konstituční monarchií. Jiní, jako třeba novinář Jean-Paul Marat, byli opatrnější.
Trvalo téměř celé dva roky, než byla 3. září roku 1791 podepsána první francouzská ústava. Ludvík XVI. se po ženském po pochodu na Versailles pokoušel pracovat v mezích svých omezených pravomocí, ale nedostalo se mu příliš velké podpory a zůstal se svou rodinou prakticky vězněm v Tuilerijském paláci. Zoufalý král se v noci z 20. na 21. června 1791 pokusil s rodinou o neúspěšný útěk k hranici Rakouského Nizozemí v dnešní Belgii, kde se měl spojit s roajalistickou armádou. Avšak ve Varennes-en-Argonne byli poznáni místním poštmistrem a zadrženi. Královská rodina byla donucena vrátit se potupně zpět do Paříže. Zneuctěný Ludvík XVI. byl přinucen přijmout ústavu, která jej zbavovala majestátu mnohem víc než jakékoli předchozí návrhy. Jeho pád pak skončil 21. ledna 1793 na popravišti na náměstí Revoluce, kde byl veřejně sťat gilotinou.

## Odkaz
Ženský pochod měl pro zrod Francouzské revoluce srovnatelný význam jako pád Bastily. Pro následníky se stal inspirativním příkladem, symbolem síly a možností lidového hnutí. Obsazení poslaneckých lavic v Ústavodárném shromáždění vytvořilo vzor pro budoucnost, bylo předpovědí lůzovlády, jež v dalších letech často ovlivňovala vedení pařížské městské správy. Nejvýznamnější ze všeho však byl razantní vpád do královského paláce. Tento útok navždy strhl auru nepřemožitelnosti, která do té doby obestírala monarchii. Znamenal konec králova vzdorování přívalu reforem. Panovník už se od té doby nepokusil otevřeně zvrátit nástup revoluce. Byla to jedna z těch porážek královské důstojnosti, z nichž se už nikdy nevzpamatovala.